# Sit tibi terra levis

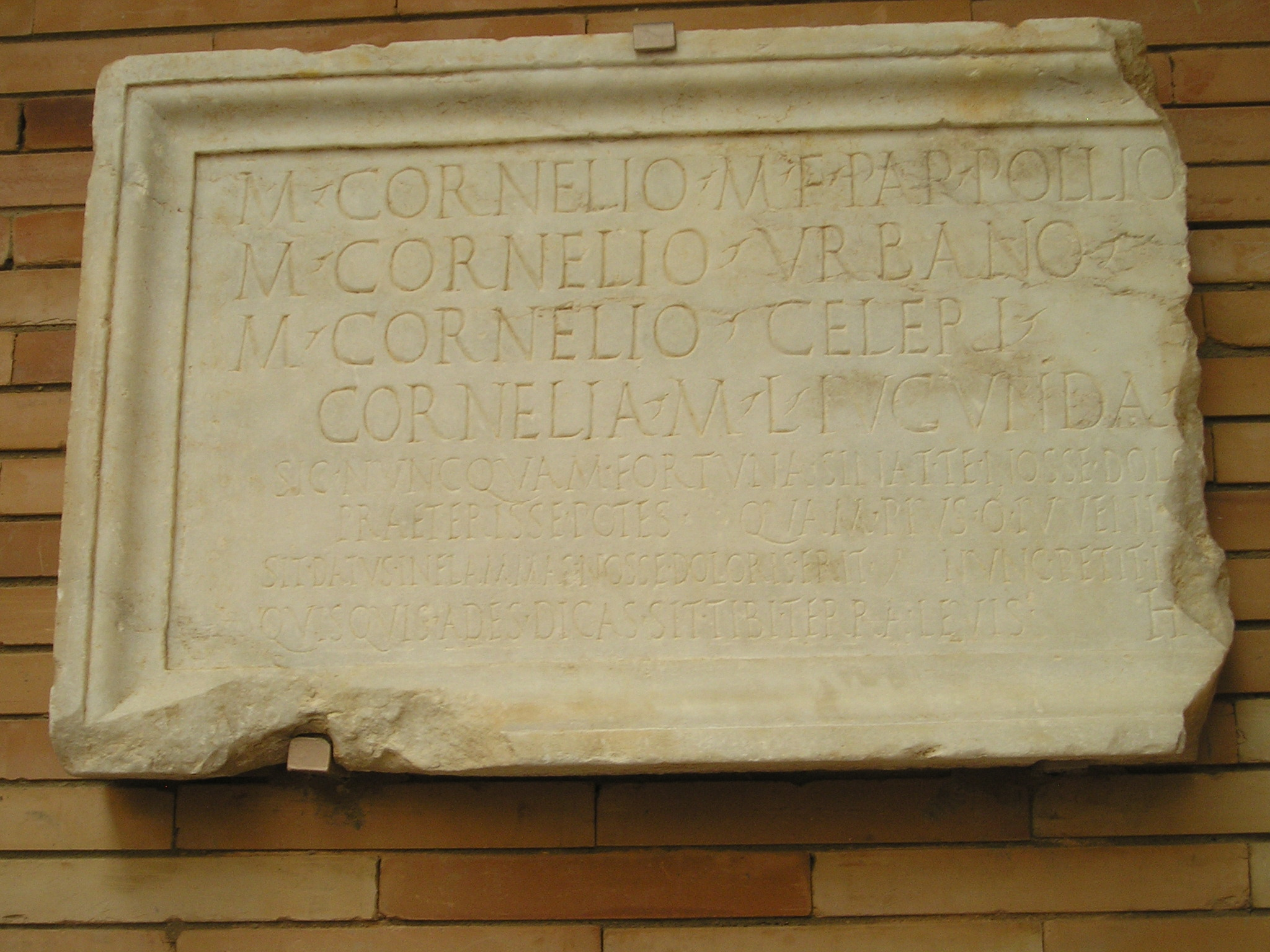
Inscripció llatina a Mèrida:
M(arco) Cornelio M(arci) f(ilio) Pap(iria) Pollio / M(arco) Cornelio Urbano / M(arco) Cornelio Celeri / Cornelia M(arci) l(iberta) Iucunda / sic nuncquam Fortuna sinat te nosse dolo[rem] / praeterisse potes quasm pius o iuvenis / sit datus in flammas nosse doloris rit nunc petit i[---] / quisquis ades dicas sit tibi terra levis h(ic) [---

Sit tibi terra levis (que la terra et sigui lleu) és una locució llatina utilitzada com a epitafi, especialment a l'antiga Roma durant l'època precristiana. Sovint abreviada com S·T·T·L. fa referència de forma poètica a la terra que cobreix el cos d'un difunt enterrat. Al dirigir-se directament al difunt apel·la a la idea de transcendència. Equival a altres expressions més modernes com Requiescat in pace (RIP) que es tradueix com a Descansi en pau (DEP).
Se'n documenten variants com ara T·L·S («terra levis sit», «que la terra et sigui lleu») o S·E·T·L («sit ei terra levis», «que la terra li sigui lleu»).
És citada per diversos autors clàssics com Tibul amb diverses variacions:
| «                | llatí ...et bene discedens dicet placideque quiescas, terraque securae sit super ossa levis | català ...i marxant dirà: que descansis bé i amb tranquil·litat i que la terra et sigui lleugera sobre els ossos, ben resguardada | » |
| — Tibul, Elegies |                                                                                             | |   |

L'origen de la frase es pot trobar a Alcestis d'Eurípides. La frase en grec és κούφα σοι χθὼν ἐπάνωθε πέσοι, koúfa soi khthon epánothe pésoi.

## Actualitat
Actualment és una expressió que està sent força utilitzada en la seva forma catalana de manera alternativa a fórmules convencionals com descansi en pau o l'acompanyo en el sentiment, possiblement per tractar-se d'una expressió que es percep com menys lligada a la religió.